# Christmas Wish (Olivia Newton-John-album)
A Christmas Wish Olivia Newton-John harmadik karácsonyi albuma, melyen ismert karácsonyi dalok mellett új szerzeményeket is énekel.

## Az album ismertetése
A Christmas Wish Olivia harmadik karácsonyi albuma a ’Tis The Season és a Christmas Collection után. Producere és egyik közreműködője a kanadai Amy Sky. A 2007 karácsonyára megjelentetett albumon hagyományos karácsonyi dalok (pl. Silent Night, What Child Is This?, Little Drummer Boy, Deck the Halls), valamint újabb és külön album számára írt dalok egyaránt megtalálhatók nagyzenekari kísérettel. Az album legrégebbi dala a XVI. századi eredetű What Child Is This?. Az egyes dalokat nagyzenekari betétek kötik össze.
A dalok egy részét Olivia egyedül énekli, de duett-partnerként több vendégművész is közreműködik az albumon, néhány Magyarországon kevésbé ismert énekes, valamint Barry Manilow. Az album egyik érdekessége a Jim Brickman new age zongorista játékával kísért Mother's Christmas Wish, valamint az ötvenes évek slágereinek stílusában íródott Christmas On My Radio. Az album három  alkalommal került kiadásra, 2008-ban egy, 2009-ben két számmal bővítve, azonos borítóval.

## Az album dalai
- O Come All Ye Faithful
- Angels We Have Heard on High (Interlude)
- Every Time It Snows (with Jon Secada)
- Away in a Manger (Interlude)
- We Three Kings
- First Noel (Interlude)
- Mother's Christmas Wish (with Jim Brickman)
- Jesus, Joy of Man's Desiring (Interlude)
- Angels in the Snow
- What Child Is This? (Interlude)
- Silent Night (with Jann Arden)
- O Come, O Come Emmanuel (Interlude)
- All Through the Night (with Michael McDonald)
- Little Drummer Boy (Interlude)
- Underneath the Same Sky
- The Christmas Tree (Interlude)
- Little Star of Bethlehem
- Deck the Halls (Interlude)
- Instrument of Peace (with Marc Jordan)
- We Wish You a Merry Christmas (Interlude)
- Christmas On My Radio
- A Gift Of Love (with Barry Manilow)

Bonus dalok
- In The Bleak Midwinter (a 2008-as második kiadáson)
- Instruments Of Peace (with Amy Sky) (a 2009-es harmadik kiadáson)
- Every Time Is Snow (with Mark Masry) (a 2009-es harmadik kiadáson)

## Közreműködők
- Jon Secada
- Jim Brickman
- Jann Arden
- Michael McDonald
- Marc Jordan
- Barry Manilow
- Amy Sky
- Mark Masri

## Kiadások
- Warner - 5144248172 (Ausztrália, 2007. november 5)
- Compass/ONJ Productions - cat.no.: 39792 (USA, Kanada, 2007. november 6)
- Compass/ONJ cat.no: 43736 (Kanada, 2008, második kiadás)
- ? 2010. január, harmadik kiadás